# 壞記憶橡皮擦
《壞記憶橡皮擦》是韓國MBN自2024年8月2日至9月21日間播映的金土迷你劇，由金在中、陳世娫、李鍾元、楊惠智主演。故事講述因壞記憶橡皮擦而改變人生的男子，和掌握他命運的女人之間，操作初戀的驚險羅曼史。
台灣由MyVideo、friDay影音、LINE TV、LiTV 線上影視、中華電信MOD與Hami Video自8月3日起每週六、日更新，並由龍華電視龍華偶像台MOD353於2025年1月4日起，週末晚間九點進行電視首播。

## 製作
《壞記憶橡皮擦》由鄭恩英（정은영）編劇，尹祉勳（윤지훈）、金奈映（김나영）執導，講述因壞記憶橡皮擦而改變人生的男子，和掌握他命運且變成他初戀的女人，透過治癒傷痛與愛情，尋得真正的自我，是一部富含成長、錯覺觀察、操作初戀的浪漫作品。本劇採全事前製作，由工作室志談、綠蛇傳媒、金鐘學製作公司共同製作，本劇也是繼《某一天》後，綠蛇傳媒的第2部自擁IP電視劇，並於2022年4月14日將日本的地區放送、DVD、VOD版權售予Copus Korea（코퍼스코리아）發行。
本劇於2021年展開製作，2022年初完成拍攝。原預計於2022年上半年在OTT平台首播，但因面臨電視台、OTT財政緊縮，以及OTT泡沫化的影響，開播日期不斷延宕。直至2023年下半年，仍在尋覓播出平台。
2024年6月，確定本劇將接檔MBN週末迷你劇《世子消失了》，作為新檔期「金土劇」的首部作品，並於同年8月2日開播。

### 選角
2021年7月2日，《壞記憶橡皮擦》開始進行選角作業，而C-JeS Entertainment證實旗下藝人金在中收到了主演提案。8月12日，早鳥娛樂證實旗下藝人陳世娫也收到了主演提案，扮演腦研究中心博士景珠妍。11月2日，Echo Global Group證實旗下藝人李鍾元加入了演出陣容，飾演世界排名第一的網球選手李信。
2022年1月底至2月初，YTN報導張義秀、金光奎加入了演出陣容，分別飾演腦研究中心的研究員南鎮以及黃東七教授。
2024年6月25日，公布主演陣容除了金在中、陳世娫、李鍾元外，還包括飾演李信的翻譯的楊惠智，而這也是金在中繼《Manhole：夢遊仙境的奉弼》後，時隔7年再次參演電視劇。8月2日，宣布女團T-ara成員居麗將特別演出本劇，這也是居麗時隔9年再次演出戲劇。

## 演員與角色

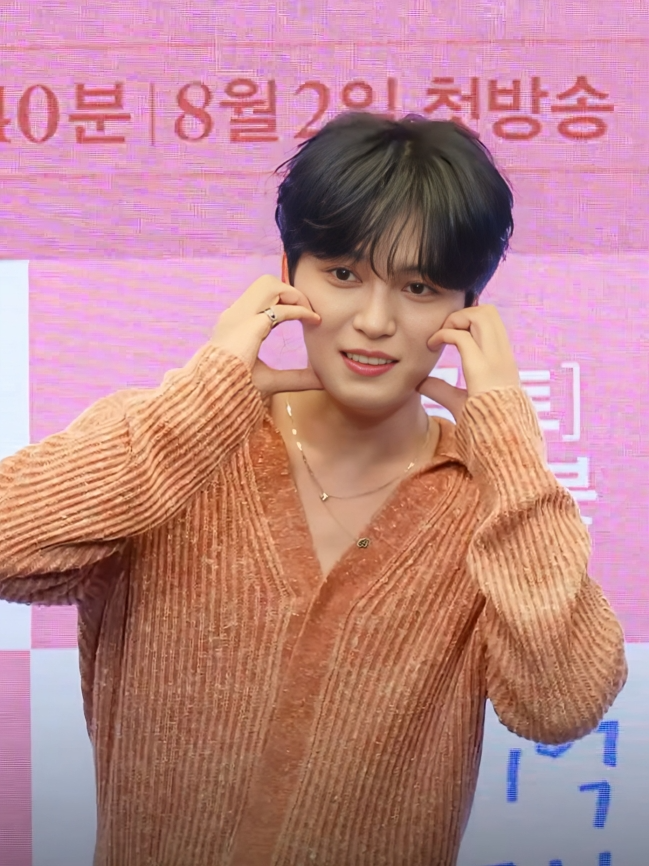
金在中飾演李君

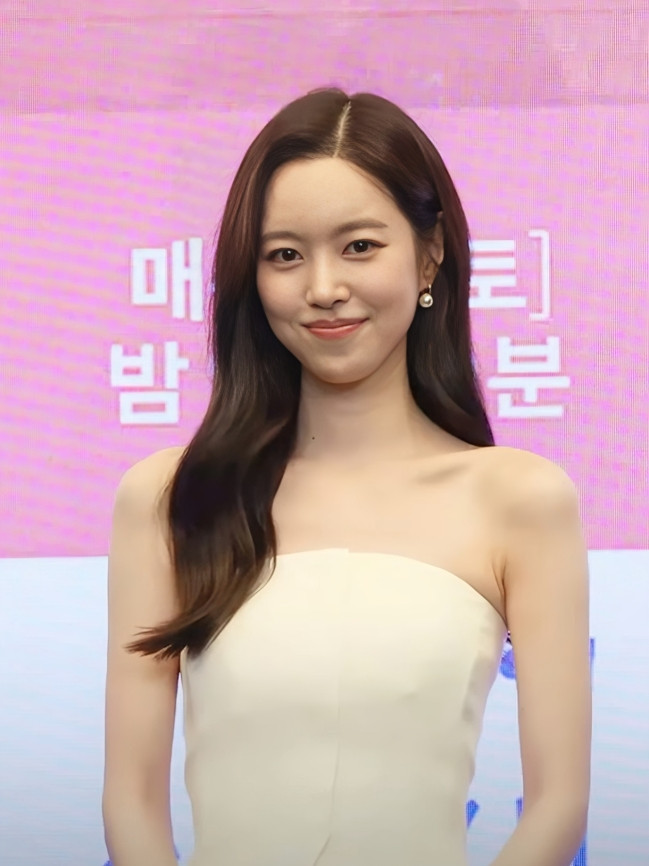
陳世娫飾演景珠妍

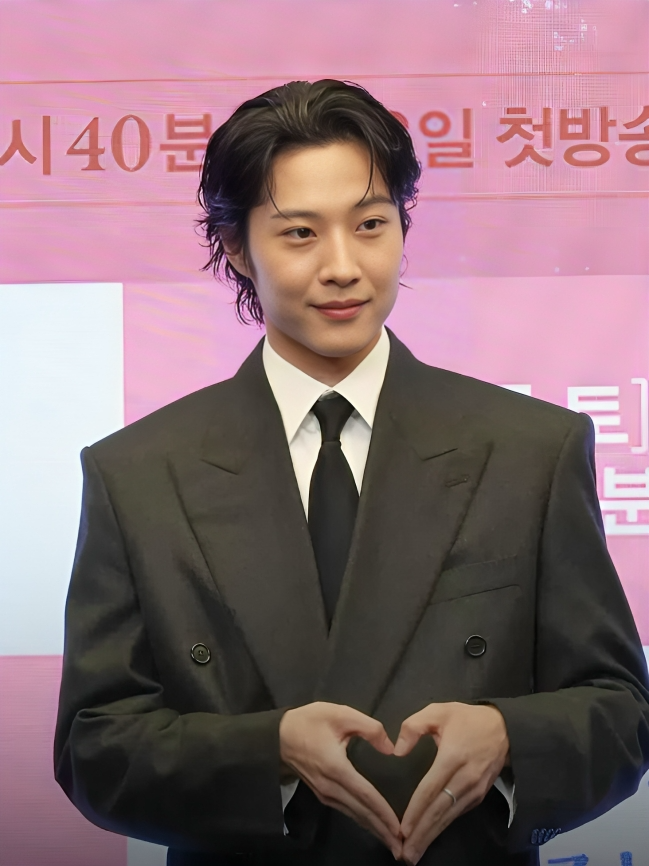
李鍾元飾演李信

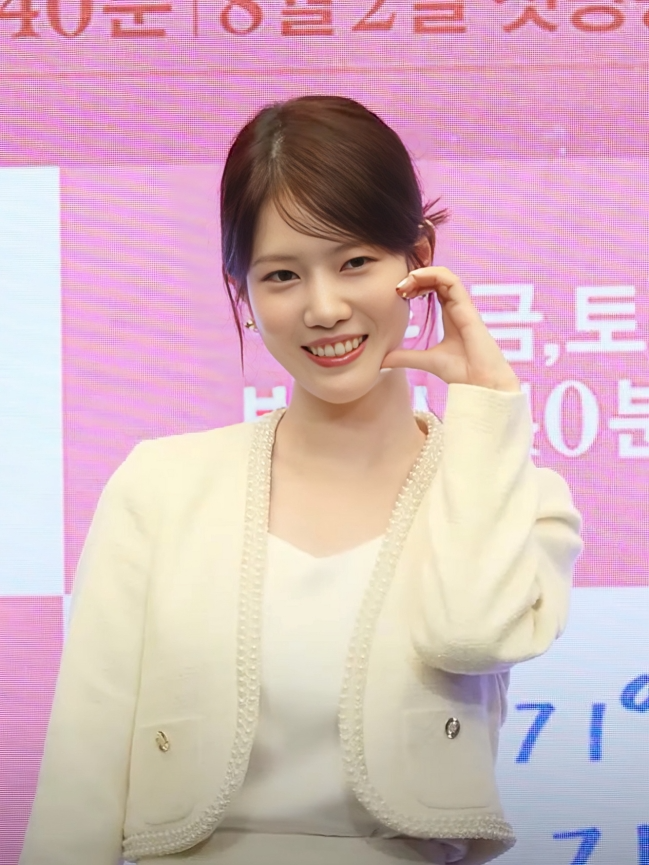
楊惠智飾演田思嬿

- 金在中（兒時：崔乘訓）飾演李君[11][10]

28歲，Big Picture運動經紀公司經紀人。原本是個外貌、頭腦、自信感爆棚的優越遺傳者，也是前途無量的網球選手，但13歲意外負傷後，喪失了所有的自尊心。在弟弟展翅高飛後，產生該隱情結，成了人生的配角，活在弟弟光芒的陰影之下。然而，用壞記憶橡皮擦把過去全部抹去後，重生為「自尊感Max、自信感Max、存在感Max」的自戀者，並辭去工作，自立門戶成為「運動經紀君」的CEO。同時，也開始對尋了10餘年的初戀景珠妍展開追求。
- 陳世娫飾演景珠妍[10][2][13]

28歲，韓瞻醫院腦研究中心精神健康醫學博士。在工作上是個完美主義者，雖然看似冷酷的冰山公主「艾莎」，實際上卻是個因過去曾內心受創，而情感表現遲鈍的母胎傻妞。幼時，醫師父親被精神分裂症患者殺害後，她認為應該以手術取代諮商，於是展開「壞記憶橡皮擦」實驗。在知悉李君的過去後，隱瞞了真相，並向李君謊稱自己是他的初戀。身為鐵壁女的她，漸漸被李君吸引，並開始擔心李君在得知實驗真相後，會受到傷害。
- 李鍾元（兒時：趙李晛）飾演李信[10][14][15]

27歲，李君的弟弟，世界排名第一的網球選手。擁有開朗、愉快的性格，熱情、幽默又充滿男性美，是個完美到犯規的國民青年，但他內心卻有著不為人知的傷痛。看似清廉、潔白、純真又毫無緋聞，實際卻是為了不陷入低谷，而不輕易交出真心，有著無數秘密戀愛的明星。活像個替代品般，代替哥哥而犧牲了自己。深怕哥哥知悉事故真相，但在哥哥接受壞記憶橡皮擦實驗後，看見哥哥恢復自信而鬆了口氣，並開始放縱自我、迎接遲來的叛逆期，也嘗試接近為他進行諮商的珠妍。
- 楊惠智飾演田思嬿[10]

27歲，準財閥2世。正向、爽朗而不虛情假意，是個無時無刻都受到男女老少喜愛的可愛結晶體。豐衣足食、無憂無慮的長大成人，雖然看似單純，但因接受富裕的教育，而精通5種語言以及財經知識。為了尋找思念中的男人，而回到韓國投靠珠妍，並在珠妍的請託下，擔任信的翻譯。
- 尹宥善飾演殷志善

50代中旬，李君的母親，物理復健治療師，是個像爸爸的母親。如同朴世莉、金妍兒的母親，典型地培養出運動明星的強者媽媽。她比任何人早起，緊盯兒子訓練，並製作補品，甚至考取物理治療師證照，是個對李信無微不至的熱心媽媽。然而，大兒子李君卻成了她的關心死角，雖然對李君感到抱歉，但她沒有表露出來。她認為培養運動明星需要大家的犧牲，不只有李君，她自己也奉獻了大半輩子，也因此和李君的關係陷入窘境。
- 李準赫飾演李石頭

50代初半，李信的父親，是個像媽媽的爸爸。擔任排球選手時，在選手村遇見了志善，過起性別顛倒的生活。每次被志善教訓時，只能擦乾眼淚，這時總會感受到中年人的孤獨。由於名不經傳，因此寄望孩子們，他的人生目標就是執行李信的10年計畫。作為李信的總經紀人，24小時跟在李信身邊，但他看著妻子如火般鞭策兒子，總感到愧疚。某天，李信開始叛逆，他被迫夾在妻子和孩子之間看臉色。
- 裴海善飾演趙蓮實

50代後半，珠妍的母親，全職主婦。
- 韓尚進飾演洪準滿

40代後半，Big Picture運動經紀公司的代表。
- 金光奎飾演黃東七[17]

50代後半，腦研究中心失憶外科醫（Amnesia surgeon）兼精神健康醫學教授。
- 申恩廷飾演宋美善

40代中旬，腦研究中心護理師兼職。
- 李澾飾演方國峰

28歲，李君的摯友。原為初等網球教練，後變成李信的國內教練。
- 李露比（이루비）飾演車蒔溫

高中生，國民網球妖精。
- 金載庸飾演提奧·尹

30代初頭，腦研究中心失憶外科醫（Amnesia surgeon）兼腦神經外科醫師，「愛情與野望」全都想要的男人。
- 張義秀飾演南鎮[16]

20代中旬，腦研究中心研究員，是研究室裡可愛的氣氛製造機，擁有和順、正向的性格。
- 張柔彬（장유빈）飾演呂玟靜

20代中旬，腦研究中心研究員。
- 高東河（고동하）飾演丁丞炫

7歲，珠妍的外甥。

### 特別出演
- 梁東根

網球比賽講評員。
- 申榮一

網球比賽講評員。
- 居麗[19]

喜歡李信的病患。

## 分集
| 集數 | 標題 | 首播日期      | 南韓收視人數 （百萬） |
| ---- | --- | ------------- | --------------------- |
| 1    | 擦掉壞記憶的男人與變成他初戀的女人！ 나쁜 기억을 지운 남자와 그의 첫사랑이 된 여자!                                                              | 2024年8月2日  | 待定                  |
| 2    | 180度大轉變的金在中，變成他初戀的陳世娫……！？是實驗的謬誤嗎 180도 달라진 김재중, 그의 첫사랑이 된 진세연..!? 실험의 오류일까                     | 2024年8月3日  | 待定                  |
| 3    | 直進的金在中與踩煞車的陳世娫，還有隱藏的秘密……？ 직진하는 김재중과 멈추려는 진세연, 그리고 감춰진 비밀..?                                        | 2024年8月9日  | 待定                  |
| 4    | 接近哥哥初戀（？）的李鍾元，所想要守護的秘密是什麼 형의 첫사랑(?)에게 다가가는 이종원, 지켜야 할 비밀은 과연 무엇인가                            | 2024年8月10日 | 0.386                 |
| 5    | 患者與醫師，僅此而已！繼續接近的金在中，以及隱密進行的檢察官……？ 환자와 의사, 그 이상을 위해! 계속 다가가는 김재중, 그리고 극비에 진행된 검사..? | 2024年8月16日 | 待定                  |
| 6    | 保護金在中……？弟弟李鍾元隱藏的秘密究竟是什麼…… 김재중을 지켜라.. ? 동생 이종원이 숨기는 비밀은 도대체 무엇인가..                                 | 2024年8月17日 | 待定                  |
| 7    | 警告陳世娫的金在中……！去過記憶裡某處後，感到痛苦…… 진세연에게 경고하는 김재중..! 기억 속 장소로 찾아간 후 고통스러워 하는데..                    | 2024年8月23日 | 待定                  |
| 8    | 向著陳世娫的李鍾元的心……他隱瞞的那晚真相到底是什麼 진세연을 향한 이종원의 마음.. 그가 감추는 그날 밤의 진실은 대체 무엇인가                      | 2024年8月24日 | 待定                  |
| 9    | 漸漸被罪惡感侵襲的陳世娫，不可避免地矛盾的心…… 점점 죄책감에 사로잡히는 진세연, 어쩔 수 없이 엇갈리는 마음들..                                   | 2024年8月30日 | 待定                  |
| 10   | 滲透金在中的醫師陳世娫……所有精神都集中於他 김재중에게 스며들어버린 의사 진세연.. 온 신경이 그에게 쏠려있다                                       | 2024年8月31日 | 待定                  |
| 11   | 「如果可以的話，我們……」醫師陳世娫與患者金在中，本格羅曼史的開始！？ ˝괜찮으면 우리..˝ 의사 진세연과 환자 김재중, 본격적인 로맨스 시작!?         | 2024年9月6日  | 待定                  |
| 12   | 複雜糾結的感情，以及金在中想知道的真相是什麼…… 복잡하게 얽히는 감정, 그리고 김재중이 밝히려는 진실은 과연..                                      | 2024年9月7日  | 待定                  |
| 13   | 與離開的李鍾元誤會加深，以及陷入危險的金在中！？ 떠나버린 이종원과 쌓이는 오해, 그리고 위험에 빠진 김재중!?                                      | 2024年9月13日 | 待定                  |
| 14   | 完美約會背後隱密的計劃，以及威脅犯的真面目終於曝光！？ 완벽한 데이트 뒤에 숨겨진 계획, 그리고 마침내 드러난 협박범의 정체!?                      | 2024年9月14日 | 待定                  |
| 15   | 回到過去的金在中……！家庭、愛情似乎全都崩塌…… 과거로 돌아가버린 김재중..! 가족도 사랑도 모든 것이 무너질 듯한데..                                 | 2024年9月20日 | 待定                  |
| 16   | 失蹤事件與救援請求，必須保護陷入危機的陳世娫……！？ 실종 사건과 구조 요청, 위기에 처한 진세연을 지켜야 한다..!?                                   | 2024年9月21日 | 待定                  |

## 收視率
《壞記憶橡皮擦》於2024年8月2日在韓國綜合編成頻道MBN開播，首集取得1.047%的收視率。第2集收視小幅上升至1.053%，第3集則創下自身最高收視1.7%，每分鐘收視最高達2.2%，但第9集卻創下自身最低收視0.1%。
與同期播映的週末劇相比，本劇收視低於地上波的KBS 2TV週末劇《美女與純情男》、SBS金土劇《好搭檔》與《來自地獄的法官》、MBC金土劇《白雪公主非死不可—Black Out》，和同屬綜合編成的JTBC土日劇《她的日與夜》、《浪漫這一家》，與TV朝鮮週末迷你劇《DNA Lover》、Channel A土日劇《凌晨兩點的灰姑娘》，以及有線電視的tvN土日劇《The Auditors監察》、《媽媽朋友的兒子》。不過，第14集、第16集的收視超越了《凌晨兩點的灰姑娘》。
| 集數 | 集數 | 每季集數 | 每季集數 | 每季集數 | 每季集數 | 每季集數 | 每季集數 | 每季集數 | 每季集數 | 每季集數 | 每季集數 | 每季集數 | 每季集數 | 每季集數 | 每季集數 | 每季集數 | 每季集數 |
| 集數 | 集數 | 1        | 2        | 3        | 4        | 5        | 6        | 7        | 8        | 9        | 10       | 11       | 12       | 13       | 14       | 15       | 16       |
| ---- | ---- | -------- | -------- | -------- | -------- | -------- | -------- | -------- | -------- | -------- | -------- | -------- | -------- | -------- | -------- | -------- | -------- |
|      | 1    | 待定     | 待定     | 待定     | 386      | 待定     | 待定     | 待定     | 待定     | 待定     | 待定     | 待定     | 待定     | 待定     | 待定     | 待定     | 待定     |

| 集數 | 標題                                                                 | 播出日期      | 尼爾森全國收視率 | 尼爾森全國收視率 | 尼爾森首都圈收視率 | 尼爾森首都圈收視率 |
| 集數 | 標題                                                                 | 播出日期      | 家庭戶比例       | 人數（百萬）     | 家庭戶比例         | 人數（百萬）       |
| ---- | -------------------------------------------------------------------- | ------------- | ---------------- | ---------------- | ------------------ | ------------------ |
| 1    | 擦掉壞記憶的男人與變成他初戀的女人！                                 | 2024年8月2日  | 1.047%           | —                | —                  | —                  |
| 1    | 擦掉壞記憶的男人與變成他初戀的女人！                                 | 2024年8月2日  | 0.8%             | —                | —                  | —                  |
| 2    | 180度大轉變的金在中，變成他初戀的陳世娫……！？是實驗的謬誤嗎          | 2024年8月3日  | 0.938%           | —                | —                  | —                  |
| 2    | 180度大轉變的金在中，變成他初戀的陳世娫……！？是實驗的謬誤嗎          | 2024年8月3日  | 1.053%           | —                | —                  | —                  |
| 3    | 直進的金在中與踩煞車的陳世娫，還有隱藏的秘密……？                     | 2024年8月9日  | 1.47%            | —                | —                  | —                  |
| 3    | 直進的金在中與踩煞車的陳世娫，還有隱藏的秘密……？                     | 2024年8月9日  | 1.669%           | —                | —                  | —                  |
| 4    | 接近哥哥初戀（？）的李鍾元，所想要守護的秘密是什麼                   | 2024年8月10日 | 0.8%             | —                | —                  | —                  |
| 4    | 接近哥哥初戀（？）的李鍾元，所想要守護的秘密是什麼                   | 2024年8月10日 | 1.543%           | 0.386            | —                  | 0.226              |
| 5    | 患者與醫師，僅此而已！繼續接近的金在中，以及隱密進行的檢察官……？     | 2024年8月16日 | 0.526%           | —                | —                  | —                  |
| 5    | 患者與醫師，僅此而已！繼續接近的金在中，以及隱密進行的檢察官……？     | 2024年8月16日 | 0.5%             | —                | —                  | —                  |
| 6    | 保護金在中……？弟弟李鍾元隱藏的秘密究竟是什麼……                       | 2024年8月17日 | 0.5%             | —                | —                  | —                  |
| 6    | 保護金在中……？弟弟李鍾元隱藏的秘密究竟是什麼……                       | 2024年8月17日 | 0.732%           | —                | —                  | —                  |
| 7    | 警告陳世娫的金在中……！去過記憶裡某處後，感到痛苦……                   | 2024年8月23日 | 0.418%           | —                | —                  | —                  |
| 7    | 警告陳世娫的金在中……！去過記憶裡某處後，感到痛苦……                   | 2024年8月23日 | 0.2%             | —                | —                  | —                  |
| 8    | 向著陳世娫的李鍾元的心……他隱瞞的那晚真相到底是什麼                   | 2024年8月24日 | 0.409%           | —                | —                  | —                  |
| 8    | 向著陳世娫的李鍾元的心……他隱瞞的那晚真相到底是什麼                   | 2024年8月24日 | 0.4%             | —                | —                  | —                  |
| 9    | 漸漸被罪惡感侵襲的陳世娫，不可避免地矛盾的心……                       | 2024年8月30日 | 0.272%           | —                | —                  | —                  |
| 9    | 漸漸被罪惡感侵襲的陳世娫，不可避免地矛盾的心……                       | 2024年8月30日 | 0.1%             | —                | —                  | —                  |
| 10   | 滲透金在中的醫師陳世娫……所有精神都集中於他                           | 2024年8月31日 | 0.307%           | —                | —                  | —                  |
| 10   | 滲透金在中的醫師陳世娫……所有精神都集中於他                           | 2024年8月31日 | 0.3%             | —                | —                  | —                  |
| 11   | 「如果可以的話，我們……」醫師陳世娫與患者金在中，本格羅曼史的開始！？ | 2024年9月6日  | 0.408%           | —                | —                  | —                  |
| 11   | 「如果可以的話，我們……」醫師陳世娫與患者金在中，本格羅曼史的開始！？ | 2024年9月6日  | 0.3%             | —                | —                  | —                  |
| 12   | 複雜糾結的感情，以及金在中想知道的真相是什麼……                       | 2024年9月7日  | 0.293%           | —                | —                  | —                  |
| 12   | 複雜糾結的感情，以及金在中想知道的真相是什麼……                       | 2024年9月7日  | 0.2%             | —                | —                  | —                  |
| 13   | 與離開的李鍾元誤會加深，以及陷入危險的金在中！？                     | 2024年9月13日 | 0.364%           | —                | —                  | —                  |
| 13   | 與離開的李鍾元誤會加深，以及陷入危險的金在中！？                     | 2024年9月13日 | 0.3%             | —                | —                  | —                  |
| 14   | 完美約會背後隱密的計劃，以及威脅犯的真面目終於曝光！？               | 2024年9月14日 | 0.478%           | —                | —                  | —                  |
| 14   | 完美約會背後隱密的計劃，以及威脅犯的真面目終於曝光！？               | 2024年9月14日 | 0.4%             | —                | —                  | —                  |
| 15   | 回到過去的金在中……！家庭、愛情似乎全都崩塌……                         | 2024年9月20日 | 0.384%           | —                | —                  | —                  |
| 15   | 回到過去的金在中……！家庭、愛情似乎全都崩塌……                         | 2024年9月20日 | 0.2%             | —                | —                  | —                  |
| 16   | 失蹤事件與救援請求，必須保護陷入危機的陳世娫……！？                   | 2024年9月21日 | 0.4%             | —                | —                  | —                  |
| 16   | 失蹤事件與救援請求，必須保護陷入危機的陳世娫……！？                   | 2024年9月21日 | 0.463%           | —                | —                  | —                  |

## 外部連結
- 官方网站 
- Daum上《壞記憶橡皮擦》的資料

| MBN 金土迷你劇                                    | MBN 金土迷你劇                              | MBN 金土迷你劇 |
| ------------------------------------------------- | ------------------------------------------- | -------------- |
|                                                   | 壞記憶橡皮擦 （2024年8月2日—2024年9月21日） |                |
| 週末劇 世子消失了 （2024年4月13日—2024年6月16日） | —                                           |                |

| 臺灣 龍華偶像台 週末晚間九點                | 臺灣 龍華偶像台 週末晚間九點               | 臺灣 龍華偶像台 週末晚間九點 |
| ------------------------------------------- | ------------------------------------------ | ---------------------------- |
|                                             | 壞記憶橡皮擦 （2025年1月4日—2025年4月5日） |                              |
| 名人初來玩 （2024年11月3日—2024年12月29日） | —                                          |                              |